# Gran Premio de Denain 2021
La 62.ª edición de la clásica ciclista Gran Premio de Denain fue una carrera en Francia que se celebró el 21 de septiembre de 2021 sobre un recorrido de 198 kilómetros con inicio y final en la ciudad de Denain.
La carrera formó parte del UCI ProSeries 2021, dentro de la categoría 1.Pro. El vencedor fue el belga Jasper Philipsen del Alpecin-Fenix seguido del también belga Jordi Meeus del Bora-Hansgrohe y el británico Benjamin Swift del INEOS Grenadiers.

## Equipos participantes
Tomaron parte en la carrera 19 equipos: 8 de categoría UCI WorldTeam, 9 de categoría ProTeam y 2 de categoría Continental. Formaron así un pelotón de 132 ciclistas de los que acabaron 86. Los equipos participantes fueron:
| WorldTeams (8)- Ineos Grenadiers - AG2R Citroën Team - Bora-Hansgrohe - Cofidis - EF Education-Nippo - Groupama-FDJ - Intermarché-Wanty-Gobert Matériaux - Israel Start-Up Nation ProTeams (9)- Alpecin-Fenix - Arkéa-Samsic - B&B Hotels p/b KTM - Bingoal Pauwels Sauces WB - Delko - Rally Cycling - Sport Vlaanderen-Baloise - TotalEnergies - Uno-X Pro Cycling Team Equipos continentales (2)- Xelliss-Roubaix Lille Métropole - Saint Michel-Auber 93 |
| |

## Clasificación final
- La clasificación finalizó de la siguiente forma:[3]

| \| Clasificación general \| Clasificación general \| Clasificación general \| Clasificación general \| Clasificación general \| \| Ciclista \| Ciclista \| Equipo \| Tiempo \| \| \| --------------------- \| --------------------- \| ---------------------------------- \| --------------------- \| --------------------- \| \| 1.º \| Jasper Philipsen \| Alpecin-Fenix \| 4 h 40 min 44 s \| \| \| 2.º \| Jordi Meeus \| Bora-Hansgrohe \| + 0 s \| \| \| 3.º \| Benjamin Swift \| Ineos Grenadiers \| + 0 s \| \| \| 4.º \| Hugo Hofstetter \| Israel Start-Up Nation \| + 0 s \| \| \| 5.º \| Tom Van Asbroeck \| Israel Start-Up Nation \| + 0 s \| \| \| 6.º \| Arnaud Démare \| Groupama-FDJ \| + 0 s \| \| \| 7.º \| Kenneth Van Rooy \| Sport Vlaanderen-Baloise \| + 0 s \| \| \| 8.º \| Baptiste Planckaert \| Intermarché-Wanty-Gobert Matériaux \| + 0 s \| \| \| 9.º \| Piet Allegaert \| Cofidis \| + 0 s \| \| \| 10.º \| Jens Debusschere \| B&B Hotels p/b KTM \| + 0 s \| \| |                     |                                    |                 |
| |                     |                                    |                 |
| Fuente: ProCyclingStats |                     |                                    |                 |
| Clasificación general |                     |                                    |                 |
| Ciclista | Ciclista            | Equipo                             | Tiempo          |
| 1.º | Jasper Philipsen    | Alpecin-Fenix                      | 4 h 40 min 44 s |
| 2.º | Jordi Meeus         | Bora-Hansgrohe                     | + 0 s           |
| 3.º | Benjamin Swift      | Ineos Grenadiers                   | + 0 s           |
| 4.º | Hugo Hofstetter     | Israel Start-Up Nation             | + 0 s           |
| 5.º | Tom Van Asbroeck    | Israel Start-Up Nation             | + 0 s           |
| 6.º | Arnaud Démare       | Groupama-FDJ                       | + 0 s           |
| 7.º | Kenneth Van Rooy    | Sport Vlaanderen-Baloise           | + 0 s           |
| 8.º | Baptiste Planckaert | Intermarché-Wanty-Gobert Matériaux | + 0 s           |
| 9.º | Piet Allegaert      | Cofidis                            | + 0 s           |
| 10.º | Jens Debusschere    | B&B Hotels p/b KTM                 | + 0 s           |

## UCI World Ranking
El Gran Premio de Denain otorgó puntos para el UCI World Ranking para corredores de los equipos en las categorías UCI WorldTeam, UCI ProTeam y Continental. Las siguientes tablas muestran el baremo de puntuación y los 10 corredores que obtuvieron más puntos:
| Posición              | 1.º | 2.º | 3.º | 4.º | 5.º | 6.º | 7.º | 8.º | 9.º | 10.º | 11.º | 12.º | 13.º | 14.º | 15.º | 16.º-30.º | 31.º-40.º |
| Clasificación general | 200 | 150 | 125 | 100 | 85  | 70  | 60  | 50  | 40  | 35   | 30   | 25   | 20   | 15   | 10   | 5         | 3         |

| Clasificación |                     |                                    |         |
| Posición      | Ciclista            | Equipo                             | General |
| ------------- | ------------------- | ---------------------------------- | ------- |
| 1.º           | Jasper Philipsen    | Alpecin-Fenix                      | 200     |
| 2.º           | Jordi Meeus         | Bora-Hansgrohe                     | 150     |
| 3.º           | Benjamin Swift      | INEOS Grenadiers                   | 125     |
| 4.º           | Hugo Hofstetter     | Israel Start-Up Nation             | 100     |
| 5.º           | Tom Van Asbroeck    | Israel Start-Up Nation             | 85      |
| 6.º           | Arnaud Démare       | Groupama-FDJ                       | 70      |
| 7.º           | Kenneth Van Rooy    | Sport Vlaanderen-Baloise           | 60      |
| 8.º           | Baptiste Planckaert | Intermarché-Wanty-Gobert Matériaux | 50      |
| 9.º           | Piet Allegaert      | Cofidis                            | 40      |
| 10.º          | Jens Debusschere    | B&B Hotels p/b KTM                 | 35      |